# Pardosa tristis
Pardosa tristis là một loài nhện trong họ Lycosidae.
Loài này thuộc chi Pardosa. Pardosa tristis được Tord Tamerlan Teodor Thorell miêu tả năm 1877.